# Gennaro di Antiochia
Gennaro di Antiochia (Antiochia di Siria, IV secolo? – Roma, 26 settembre ...) è stato un grammatico e presbitero siriano, considerato un santo martire.
La passio di Gennaro, ancora inedita, è conservata in un manoscritto del secolo XIV della biblioteca capitolare della cattedrale di Benevento. Gennaro era un prete originario di Antiochia e viveva a Roma nel Titolo di Santa Pudenziana.
Grammatico di fama, attirava intorno sé molti discepoli.
Entrò in contatto con Giuliano grazie all'aiuto del grammatico pagano Potemtius. La consulenza prestata all'imperatore non gli evitò di essere tradotto al vicario di Roma, Giordano. Costui, insieme a sua moglie ed altri cinquantatré familiari, ricevettero il battesimo dalle mani di Gennaro e morirono anche loro martiri.
Gennaro fu decapitato "Campo Martis inter via Praenestina et Tiburtina". Un monaco Crescentianus lo seppellì in quel luogo in una cripta arenaria un 26 settembre non si conosce però di quale anno. Non si trova né in questa data né in nessun'altra, alcuna menzione di questo martire nei repertori ufficiali della Chiesa Romana.